# Devanpalli, Raichur
Devanpalli là một làng thuộc tehsil Raichur, huyện Raichur, bang Karnataka, Ấn Độ.